# كيينفو (فلم)
كيينفو (بالإنجليزية: Kyenvu)، هُو فيلم قصير أوغندي صدر سنة 2018 وأخرجه وأنتجه Kemiyondo Coutinho الفيلم من بطولة كُل من مايكل واويو ورحيمة نانفوكا وجويل أوكويو أتيكو.

## وصلات خارجية
- مقالات تستعمل روابط فنية بلا صلة مع ويكي بيانات